# 대정향교
대정향교(大靜鄕校)는 대한민국 제주특별자치도 서귀포시 안덕면, 단산에 있는 조선시대의 향교이다. 1971년 8월 26일 제주특별자치도의 유형문화재 제4호로 지정되었다.

## 개요
향교는 공자를 비롯한 여러 성현께 제사지내며, 지방 백성의 교육과 교화를 위하여 세운 국립교육기관을 가리킨다.
대정향교는 조선 태종 16년(1416)에 세웠는데 이후 터가 좋지 않다하여 여러 차례 옮기다가 효종 4년(1653)에 지금 있는 자리로 옮겼다. 영조 48년(1772)에는 명륜당을, 헌종 원년(1834)에는 대성전을 다시 지었다. 추사 김정희가 유배생활을 할 때 이곳에서 학생들을 가르치기도 했다고 전한다.
앞쪽에 강학공간인 명륜당이 북향하여 자리잡고, 뒤쪽에 제향공간인 대성전이 남쪽을 향하여 자리잡고 있는 전학후묘의 배치를 이루고 있다. 지금 남아 있는 건물로는 대성전과 명륜당, 동재·서재, 내삼문 등이 있다.
조선시대에는 나라로부터 토지와 노비·책 등을 지급받아 운영하였다. 지금은 교육적 기능은 없어지고 제사 기능만 남아있으며, 1948년부터는 문명학원을 설립하여 운영하고 있다.『대정향교절목』등의 책이 남아있는데 유교경전이 대부분을 이루고 있다.
대정향교는 많은 보수로 인하여 본래의 모습을 드러내지 못하지만 장식이 검소하고 단청을 하지 않아 전체적으로 간결한 느낌을 준다. 주위에 큰 소나무가 있어 운치를 더하고 있다.

## 참고 자료
- 대정향교 - 국가유산청 국가유산포털